# Maria Portinari (Memling)
Portrét Maria Portinari je malý obraz od Hanse Memlinga přibližně z let 1470–1472 namalovaný temperou a olejem na dubové desce. Zobrazuje Marii Maddalenu Baroncelli, o níž je známo jen velmi málo. V době vzniku díla jí bylo přibližně 14 let a zhotoveno bylo krátce před svatbou s italským bankéřem Tommasem Portinarim. Maria je oblečena podle vrcholné módy konce 15. století, má dlouhý černý hennin s průhledným závojem a propracovaný náhrdelník posetý drahokamy. Její pokrývka hlavy a náhrdelník jsou shodné s těmi, které lze spatřit na jejím vyobrazení na pozdějším Portinarově triptychu od Huga van der Goese (asi 1475), malbě, která mohla být částečně založena právě na portrétu od Memlinga.
Deska tvoří pravé křídlo religiózního výklopného triptychu; ztracená prostřední deska je v inventářích ze 16. století zaznamenána jako Panna s dítětem a na levé desce je zobrazen Tommaso. Panely si objednal Tommaso, člen významné florentské rodiny. Byl důvěrníkem Karla Smělého a ambiciózním ředitelem bruggské pobočky banky kontrolované Lorenzem Medicejským, známým a činorodým mecenášem vlámského umění. Tommaso nakonec o své postavení přišel kvůli řadě velkých a riskantních nezajištěných půjček poskytnutých Karlovi.
Portréty Marie a Tommasa visí vedle sebe v Metropolitním muzeu umění v New Yorku. Prostřední panel je ztracen; někteří historici umění se však domnívají, že by mohlo jít o Memlingov Pannu s dítětem v Národní galerii v Londýně.

## Dílo

### Zakázka

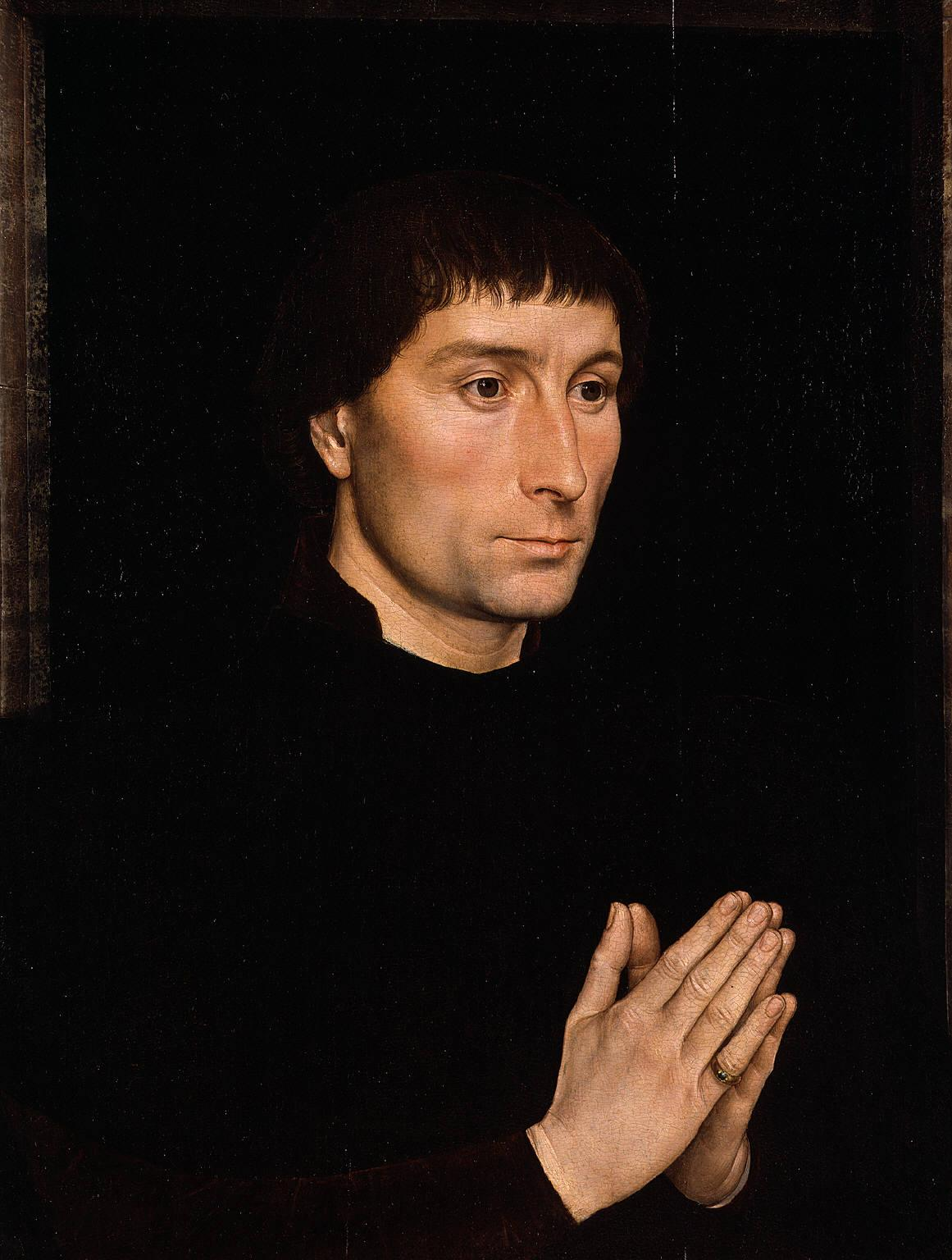
Tommaso Portinari, cca 1470. Metropolitním muzeu umění, New York

Portrét si objednal milovník umění Tommaso jako pravé křídlo pro svůj triptych. Maria v něm byla umístěna naproti svému manželovi s dnes již ztracenou ústřední Madonou s dítětem. Jejich malé rozměry a intimita naznačují, že portréty byly objednány pro soukromé modlitební účely; někteří historici umění se vzhledem k Tommasově kulturní vzdělanosti a zájmu o jeho společenské postavení domnívají, že byly částečně přístupné veřejnosti. Triptych byl možná určen pro Portinarovu kapli, která se nachází za apsidou baziliky Sant'Eustorgio v Miláně a která byla postavena v letech 1462–1468.
V době, kdy byl portrét objednán, mohlo být Marii asi 14 let a to buď v roce jejího sňatku v roce 1470, nebo krátce poté. Tommaso zastupoval banku Medicejských v Bruggách, ale po slibném začátku kariéry poskytl Karlu Smělému řadu riskantních a nezajištěných půjček, které zůstaly nesplaceny a nakonec vedly k platební neschopnosti pobočky. Zemřel mladý, a když byl portrét v roce 1501 poprvé zmíněn jako součást jeho sbírky, nebyl již naživu. Marie je v té době zaznamenána ještě jako žijící; byla vykonavatelkou závěti svého manžela, ale její další osud je nejistý. V inventáři z roku 1501 jsou oba portréty zapsány jako křídla s centrální deskou zobrazující Pannu Marii s dítětem; „malý, cenný deskový obraz, s obrazem Panny Marie uprostřed a po stranách namalovanými Tommasem a monou Marií, jeho ženou“ (italsky: „una tavoletta dipinta preg[i]ata cum nel mezo una immagine di Nostra Donna e delle bande si è Tommaso e mona Maria sua donna dipinti in deta tavoletta“).

### Popis

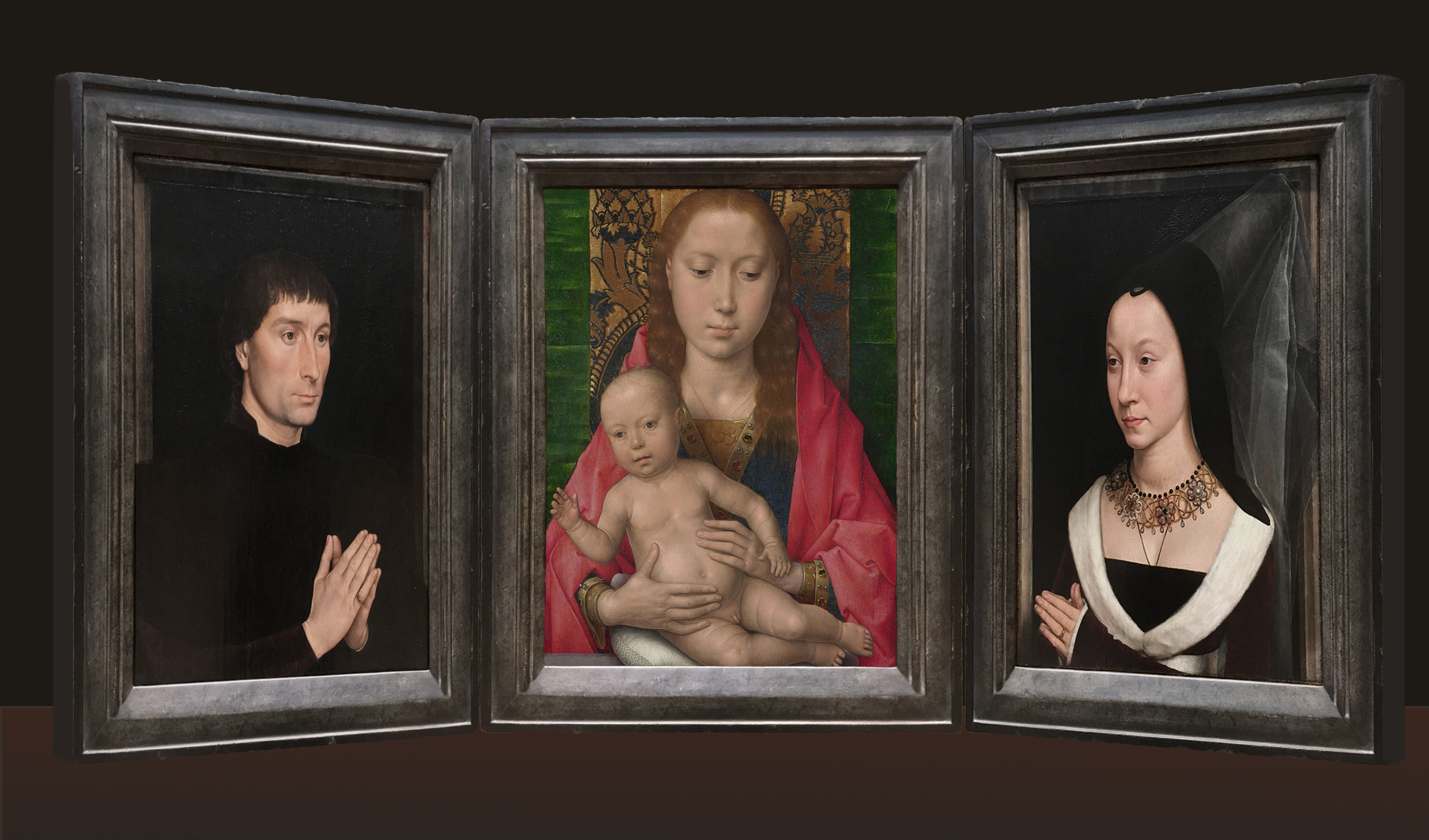
Rekonstrukce možné podoby původního triptychu s Pannou Marií a dítětem uprostřed

Portrét v polopostavě zobrazuje Marii Portinari (rozenou Marii Maddalenu Baroncelli v roce 1456) v tříčtvrtečním pohledu otočenou doleva. Má poněkud severské rysy a je oblečena podle tehdejší módy, která se vyskytovala v kruzích vlámské a italské vyšší společnosti. Je umístěna na plochém, neprůhledném, tmavém pozadí, s rukama sepjatýma k modlitbě. Na Memlingových raných portrétech bývá pozadí hladké, jak tomu bylo vždy v díle Jana van Eycka a Rogiera van der Weydena a jak bylo oblíbené v burgundských dvorských kruzích. Naproti tomu Memlingovy pozdější portréty jsou zasazeny do bohatých interiérů nebo na pozadí krajiny orámované sloupy, jako je tomu například u portrétu Benedetta Portinariho, což je skutečnost, která napomohla datování jeho díla.
Mariina tvář je zidealizovaná a odpovídá dobovým ideálům krásy, zejména ve zvednutém obočí a prodlouženém nose. Historik umění Lorne Campbell si povšiml podobnosti její tváře s Pannou Marií na Memlingově panelu v Národním muzeu starého umění v Lisabonu. Na tomto díle je Mariin rám v porovnání s její hlavou mírně poddimenzovaný, což je běžný rys soudobého severského portrétu, který se objevuje i na podobných dílech Rogiera van der Weydena a Petra Christuse. Její lokty se opírají o neviditelný parapet, který se shoduje se spodním okrajem malovaného kamenného rámu a působí jako Trompe l'oeil, který ji situuje jak do stejné reality, tak do těsnější blízkosti diváka. Maria nosí poměrně skromný snubní prsten lemovaný rubíny a safíry. Její náhrdelník je zbarven převážně červenými a modrými drahokamy, podobně jako její portrét na Portinarově triptychu od Huga van der Goese.

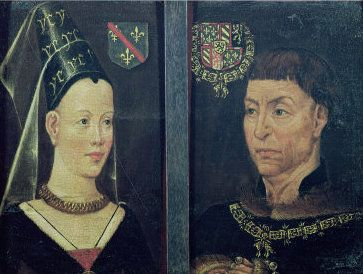
Dvojportrét Karla Smělého a Isabely Bourbonské. Neznámý autor, 16. stol. Muzeum výtvarných umění, Gent

Černý hennin je dlouhý, zkrácený a poměrně prostý s průhledným závojem, který jí padá kolem krku a krátce spočívá na rameni. Pravděpodobně byl ponechán relativně nezdobený se záměrem neodvádět pozornost od náhrdelníku. Její kostým je většinou černý nebo hnědý, s širokým, ale vysokým výstřihem a bílými kožešinou lemovanými lemy na rukávech. Maria Portinari má tmavé oči, silný nos, plné rty a špičatou bradu. Její viditelná ruka, sepjatá k modlitbě, ale nerealisticky posunutá od středu, má na sobě cosi, co vypadá jako prsten s drahokamy. Tmavé rukávy jejích šatů obsahují červenou nebo růžovou látku připomínající samet, staženou bílým páskem. Vlasy má stažené dozadu, aby dosáhla vysokého čela a sošného vzhledu, který byl v té době módní.
Mariin náhrdelník je pozlacený a posetý perlami, rubíny a safíry. Obsahuje tři otevřené květy; jeden bílý s rubínovým šperkem, druhý červený se safírem a třetí šedomodrý s perlou. Horní řada obsahuje řadu onyxových korálků, z nichž visí podle historičky umění Sophie McConnellové „malé slzičky“ ze zlatého a modrošedého smaltovaného drátu. Náhrdelník je velmi podobný tomu, který měla na sobě Markéta z Yorku při své svatbě s Karlem Smělým v roce 1468, tedy při příležitosti, které se Portinariové zúčastnili. Vyobrazení Karla na dvojportrétu s Isabelou Bourbonskou, které se nyní nachází v Gentu, se v rysech obličeje velmi podobá Tomassovu vyobrazení, zatímco Isabella a Maria vypadají velmi podobně. Dirk de Vos se domnívá, že van der Goes mohl vidět Memlingovu desku, když pobýval u Tommasa v Bruggách kolem roku 1497, a převzal z ní prvky pro své vlastní ztvárnění.
Panel je ve velmi dobrém stavu a patří k nejlépe dochovaným Memlingovým dílům. Technické zkoumání pomocí rentgenu ukázalo, že hennin původně obsahoval perly, které tvořily písmena „T“ a „M“, označující Tommasa a Marii. Podobné perlové monogramy, které měly být znakem manželského svazku, lze nalézt na van der Goesových portrétech manželů. Kunsthistorička Maryan Ainsworthová dochází k závěru, že byly z konečné kompozice odstraněny, protože mohly být „považovány za příliš nápadný projev bohatství v přítomnosti Panny Marie s dítětem, nejspíše nyní ztraceného předmětu Mariiny úcty“. Mariino ucho bylo v jedné fázi odhaleno, ale později bylo zakryto širokým předním dílem hennin, což je změna názoru, která se objevuje i na velmi podobném portrétu donátorky v Memlingově triptychu Donne kolem 70. let 14. století až počátku roku 1480.

### Původ

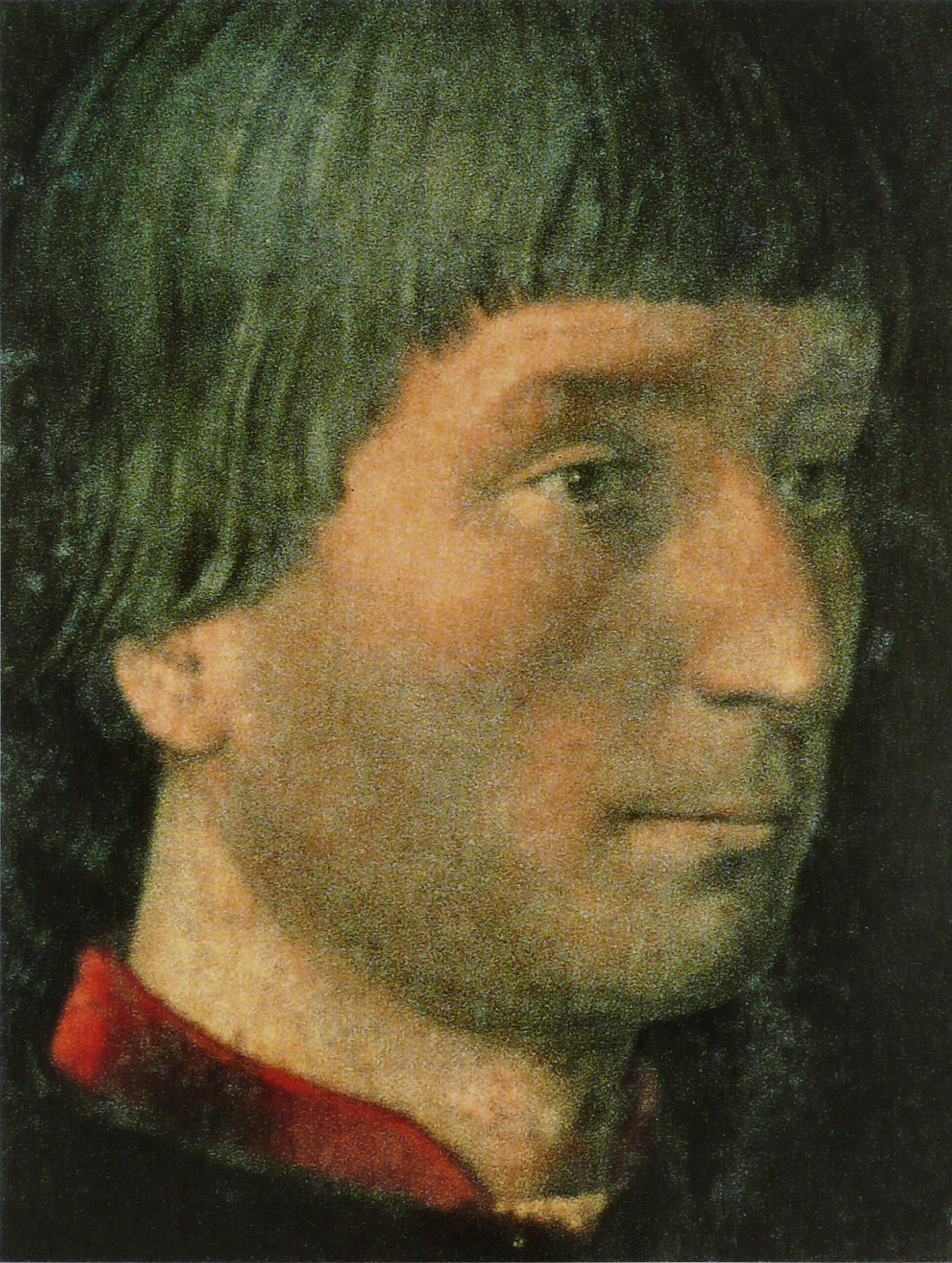
Detail van der Goesova portrétu Tommasa, asi 1470

Deska byla v různých dobách připisována van der Goesovi a van Eyckovi, ale jako Memlingova byla rozpoznána až v době konání zásadní výstavy Exposition des primitifs flamands à Bruges v Bruggách v roce 1902, pro niž ji zapůjčil Léopold Goldschmidt z Paříže. V roce 1916 ji historik umění Max J. Friedländer označil za Memlingovu „bezpochyby“, s datem vzniku kolem roku 1475. Historička umění Catheline Périer-d'Ieteren sice poznamenala, že Memlingovy portrétní tváře byly jen zřídka nedokreslené, ale napsala, že tato deska obsahuje „tenké, ale jisté vryté linie“, které mohou být předběžnými kresbami Mariiny tváře, snad vytvořenými za jejího života.

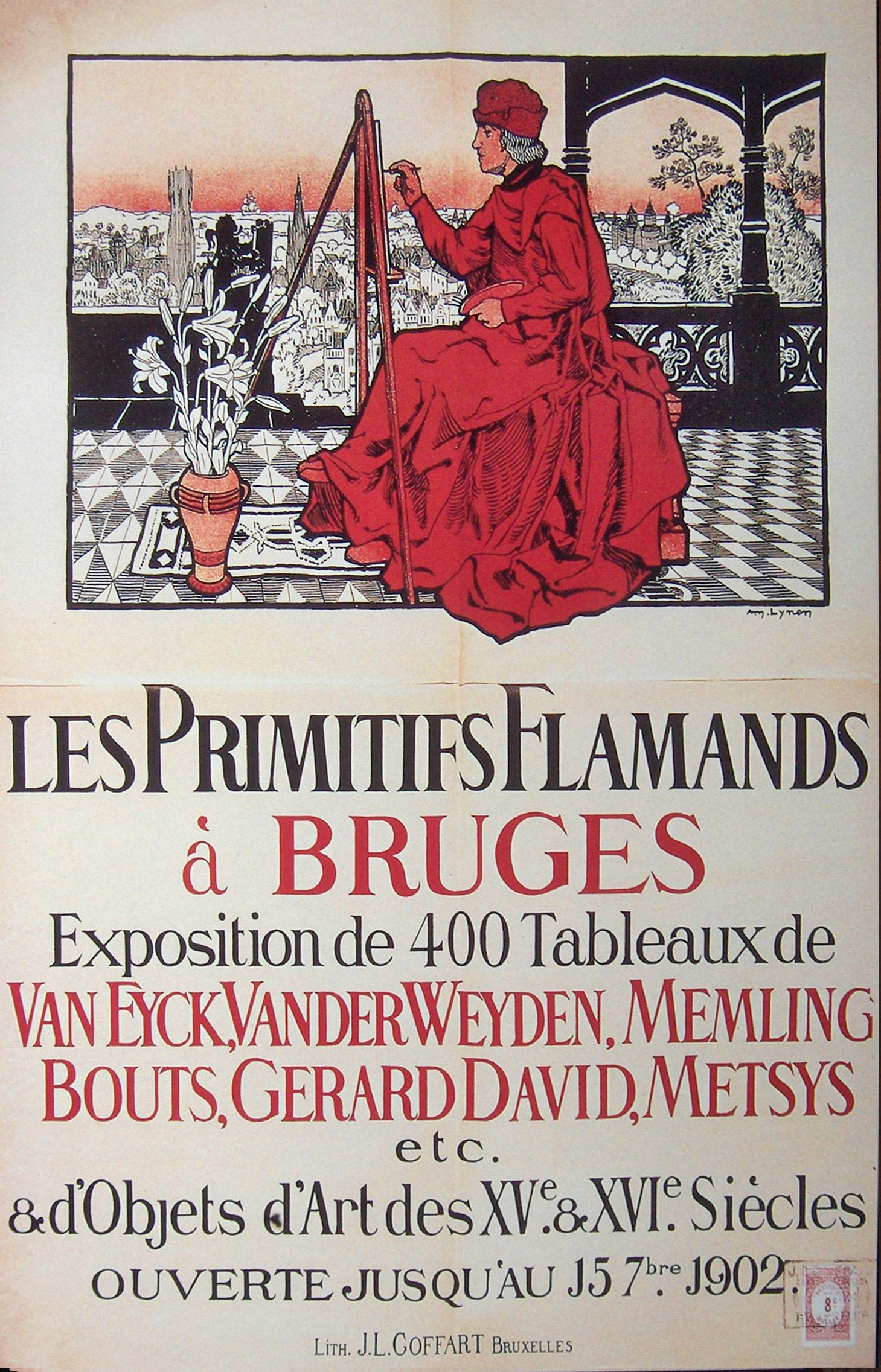
Výstava Exposition des primitifs flamands à Bruges

Triptych byl po Tommasově smrti zaznamenán v soupisu jeho majetku. Část panelů nacházejících se nyní v New Yorku přešly na Tommasova syna Francesca. Ústřední panel byl v jeho závěti z roku 1544 popsán jako „malý tabernákl se třemi pohyblivými křídly, v němž je zobrazena slavná Panna Maria a otec a matka dárce“ (latinsky: „unum tabernaculettum que clauditur con tribus sportellis, in qua est depicta imago Gloriossime virginis Marie et patris et matris dicti testatoris“). Francesco triptych odkázal konventu při špitálu Santa Maria Nuova ve Florencii. Jeho záznamy uvádějí malý neporušený křídlový oltářní obraz, který zůstal v majetku špitálu přibližně do doby napoleonské okupace, kdy byl pravděpodobně rozbit.
Mariina deska byla v roce 1870 prodána jako domnělé dílo od malíře Dierica Boutse za 6000 franků. Později prošel několika soukromými sbírkami, než se dostal do vlastnictví Elia Volpiho z Říma, který jej nakrátko vrátil do Florencie. Poté se desky od roku 1901 nacházely v Londýně, odkud byly v roce 1910 prodány Villeroyovi Goldschmidtovi z Paříže za 426 500 amerických dolarů. V témže roce je na radu Maxe Friedländera zakoupil sběratel Benjamin Altman z New Yorku spolu s díly Albrechta Dürera, Gerarda Davida a Hanse Holbeina mladšího - obrazy, jejichž „vážná strohost zřejmě nejvíce odpovídala jeho vlastnímu vkusu“. Před svou smrtí v roce 1913 odkázal Altman své sbírky Metropolitní galerii.